# Erki Nool
Erki Nool (ur. 25 czerwca 1970 w Võru) – estoński lekkoatleta, specjalizujący się w dziesięcioboju, przedsiębiorca i polityk.

## Życiorys

### Wykształcenie
Ukończył w 1989 sportową szkołę średnią w Tallinnie (Tallinna Spordiinternaatkooli).

### Kariera sportowa
Przez wiele lat należał do ścisłej światowej czołówki dziesięcioboistów. W 2000 odniósł swój największy sukces sportowy, gdy podczas igrzysk olimpijskich w Sydney wywalczył złoty medal. W żadnej z dziesięciu konkurencji nie miał najlepszego wyniku, jednak jego łączna suma punktów okazała się najwyższa. Pokonał dzięki temu późniejszego rekordzistę świata Czecha Romana Šebrle oraz Amerykanina Chrisa Huffinsa.
Oprócz złotego medalu olimpijskiego zdobył również m.in.:
- złoty medal halowych mistrzostw Europy w lekkoatletyce (Sztokholm 1996),
- srebrny medal halowych mistrzostw świata w lekkoatletyce (Paryż 1997),
- złoty medal mistrzostw Europy w lekkoatletyce (Budapeszt 1998),
- srebrny medal halowych mistrzostw świata w lekkoatletyce (Maebashi 1999),
- brązowy medal halowych mistrzostw Europy w lekkoatletyce (Gandawa 2000),
- srebrny medal mistrzostw świata w lekkoatletyce (Edmonton 2001),
- brązowy medal halowych mistrzostw Europy w lekkoatletyce (Wiedeń 2002),
- srebrny medal mistrzostw Europy w lekkoatletyce (Monachium 2002).

Wielokrotny mistrz Estonii w różnych konkurencjach, m.in. w biegu na 100 metrów (1999), biegu na 110 metrów przez plotki (1998, 1999) oraz skoku o tyczce (1994, 1996, 1997, 2003, 2004), w hali: w biegu na 60 metrów (1996, 1997), biegu na 60 metrów przez płotki (1995, 1998, 2003) i skoku w dal (1995, 1996).
Jest rekordzistą Estonii w dziesięcioboju – 8815 pkt. (2001), siedmioboju – 6374 pkt. (1997), skoku w dal – 8,10 m (1995) oraz sztafecie 4 × 100 metrów – 39,69 s (2002). Czterokrotnie uczestniczył w letnich igrzyskach olimpijskich (1992, 1996, 2000, 2004). Karierę sportową zakończył ostatecznie w 2005.
Był dwukrotnie wybierany sportowcem roku w Estonii (1999, 2001), dwukrotnie człowiekiem roku (1998, 2000) i czterokrotnie najlepszym męskim lekkoatletą Estonii.

### Działalność zawodowa i polityczna
W 1997 założył własną szkołę lekkoatletyczną. Od 2000 pracował jako menedżer w spółkach prawa handlowego. W 2003 wstąpił do Związku Ojczyźnianego, od 2006 należy do współtworzonej przez to ugrupowanie partii Isamaa ja Res Publica Liit. W wyborach w 2007 z jego listy uzyskał mandat posła do Zgromadzenia Państwowego XI kadencji. W 2011 skutecznie ubiegał się o reelekcję.

## Odznaczenia
- Order Estońskiego Czerwonego Krzyża I klasy – 2001[3]